# Haus Saaleck

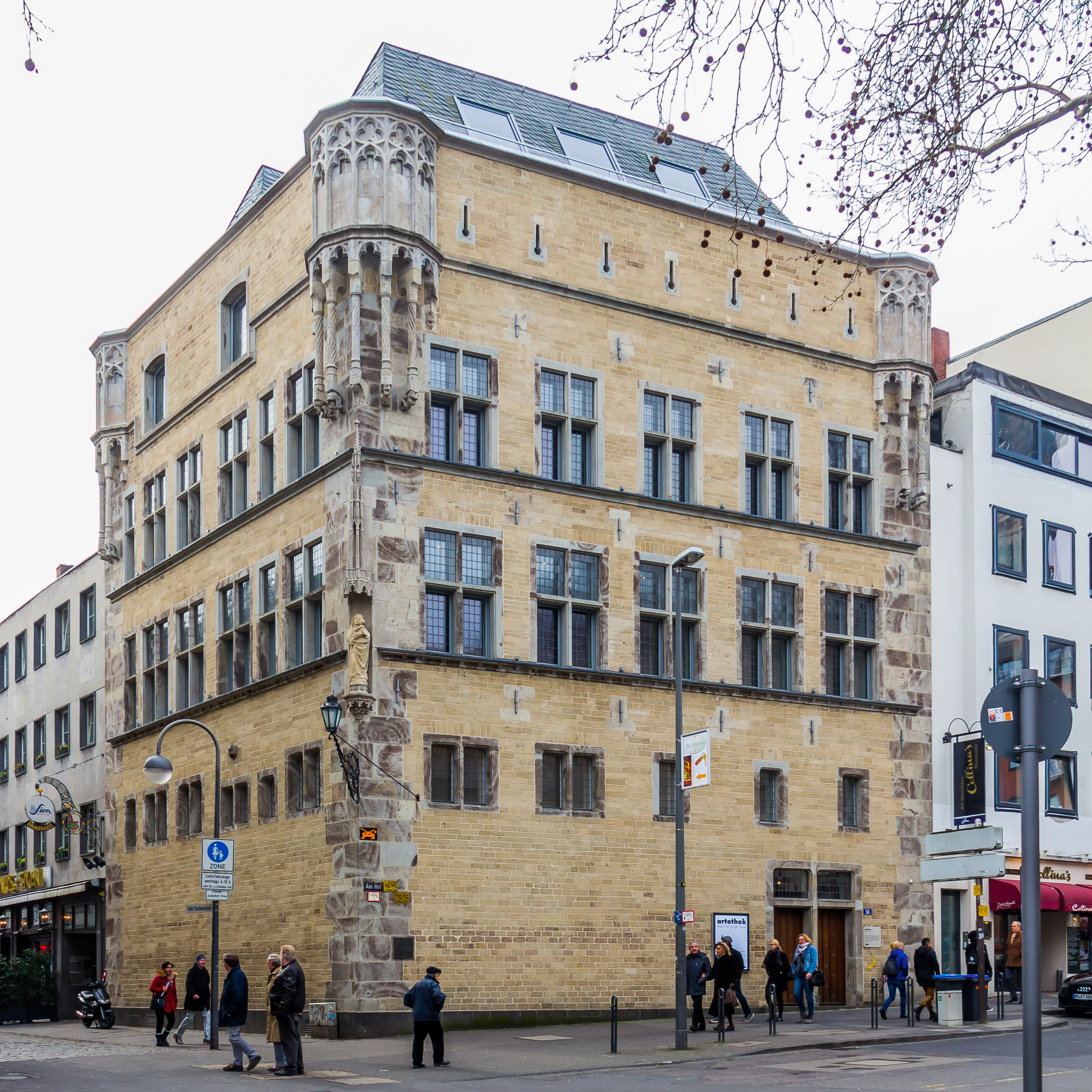
Haus Saaleck

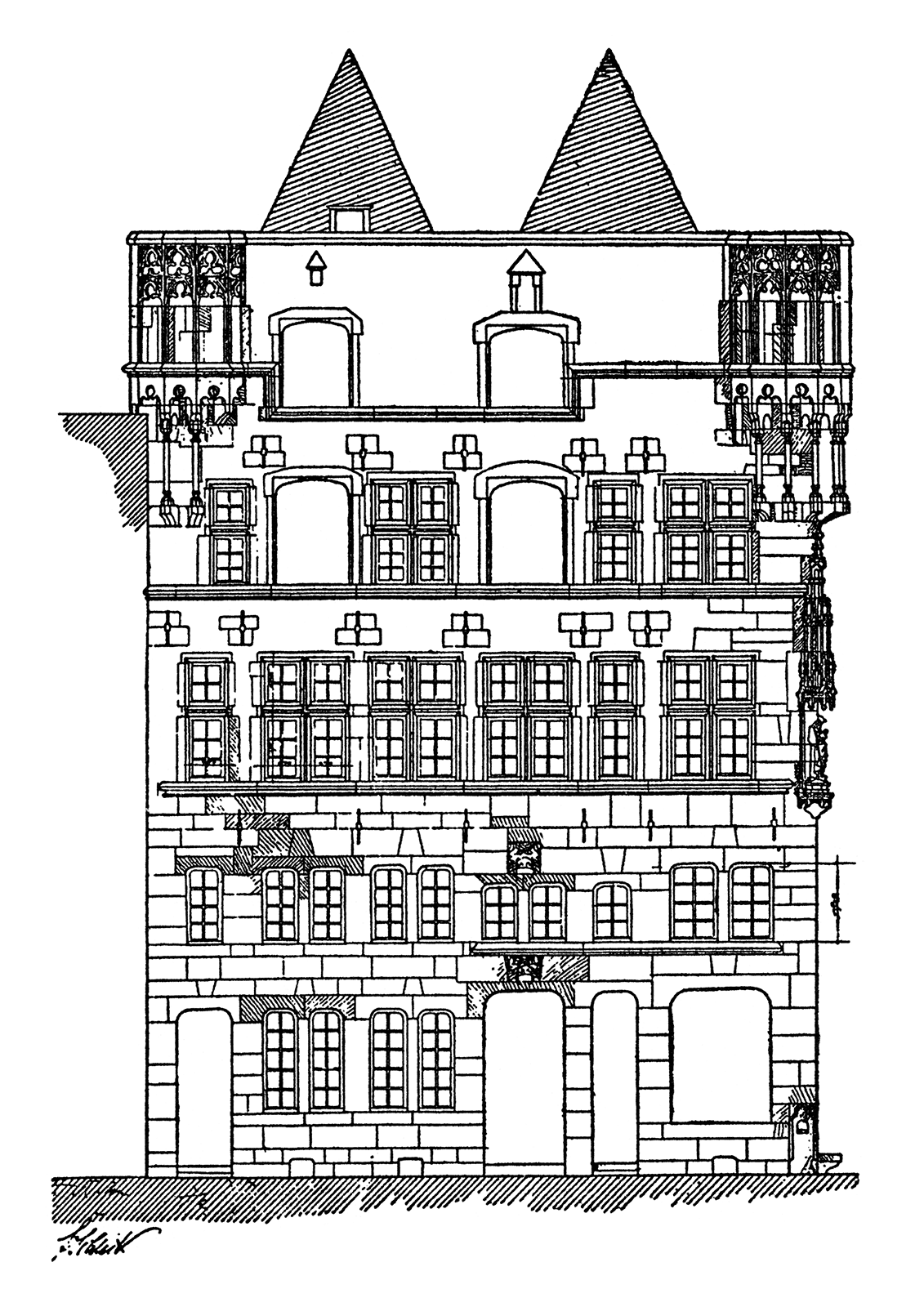
Aufmaß des Hauses um 1900

Das Haus Saaleck ist ein ehemaliges Kölner Bürgerhaus, das aus dem Mittelalter stammt. Es steht an der Ecke der historischen Straßen „Unter Taschenmacher“ und „Am Hof“ im Zentrum der Kölner Innenstadt.

## Geschichte
Der zweigliedrige Name mit seinem Grundwort „Eck“ bewahrt mit dem Bestimmungswort „Saal“ den uralten erzbischöflichen Palast, auch Saal genannt, der einstmals in unmittelbarer Nähe am Domhof stand.

### Haus des Steinmetzen Theoderich
Erwähnt wird ein hier errichtetes Haus erstmals im Zusammenhang mit einem Steinmetzen namens Theoderich um 1281, als es von diesem erworben wurde. Es ist anzunehmen, in ihm einen der vielen Handwerker der damaligen wenige Meter entfernten Dombaustelle zu sehen. Wenig später, 1283, taucht in Urkunden die Bezeichnung „saileckin“ (salecken) für das Haus des Steinmetzen auf. Aus dieser Bezeichnung im Plural schließen Historiker auf ein zweiteiliges Anwesen.

### Wandel zum Patrizierhaus
Für das Anwesen erscheinen in der Folgezeit wechselnde Namen: „salecken“, „salecgin“, „salecgen“, „salegge“ und „sallecken“. An seiner Stelle wurde um 1461 ein prachtvoller Neubau in spätgotischem Stil, versehen mit drei Eckwarten, errichtet. Charakteristisch sind seine typischen Kreuzstockfenster und Eckwarten, diese ähnlich dem Stil des Kölner Gürzenichs, sowie die achteckigen Türmchen an den Hausecken, die ursprünglich einmal Spitzdächer besaßen.
Die Geschichte des Bauwerkes, mit verschiedenen baulichen Veränderungen und wechselnden Besitzern, lässt sich bis in die heutige Zeit verfolgen.

### Zerstörung und Neuaufbau
Substantielle Veränderung brachte nach rund 500 Jahren erst die fast völlige Zerstörung durch Bombenangriffe im Zweiten Weltkrieg, die Hausfassaden wurden stark beschädigt und das Innere brannte völlig aus. Das Haus wurde in der Nachkriegszeit in alter Form unter Verwendung der erhaltenen Restmauern und der im Umfeld wiedergefundenen Trümmerteile neu errichtet.

## Heutige Nutzung
In den 1970er Jahren diente das Gebäude dem Kölner Stadtmuseum für diverse Ausstellungen, heute befindet sich im Gebäude die Artothek der Stadt Köln. Hier können, ähnlich wie in einer öffentlichen Bibliothek, Kunstgegenstände, Gemälde, Skulpturen etc. gegen erschwingliche Gebühren ausgeliehen werden.
Die restlichen Gebäudeflächen stehen seit März 2005 leer. Im März 2007 bot die Stadt Köln das Gebäude zum Verkauf in einem öffentlichen Bewerberverfahren. Danach erfolgte die Rücknahme dieses ordentlich abgeschlossenen Verfahrens. Politisch hielt man ein Umschwenken auf Erbbauvergabe für wünschenswert. Nach weiteren 3 Jahren konnte der anfängliche Interessent im August 2010 das Objekt erwerben. Von diesem  Kölner Bürger mit langer Familientradition wurde Haus Saaleck von 2010 bis 2014 denkmalpflegerisch saniert.
Ziel des neuen Eigentümer ist es, dass Haus Saaleck an dieser prominenten Lage im Kölner Stadtbild wieder als lebendiges Kölner Bürgerhaus erkennbar wird. Der Rheinische Verein für Denkmalpflege und Landschaftsschutz hat im Dezember 2013 das Haus Saaleck zum Denkmal des Monats ernannt und den denkmalpflegerischen Aufwand gewürdigt.

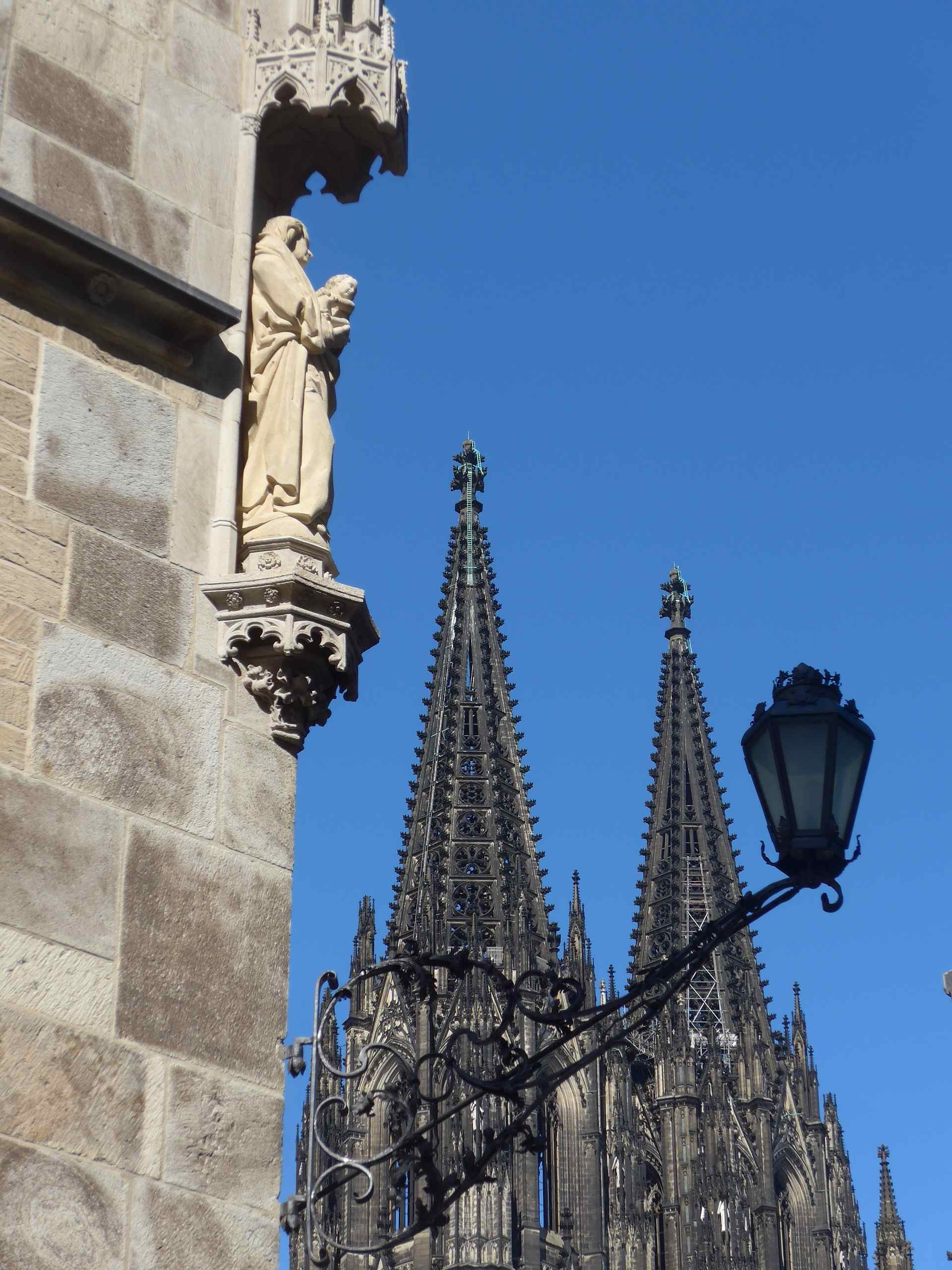
Marienbild mit historischer Ecklaterne
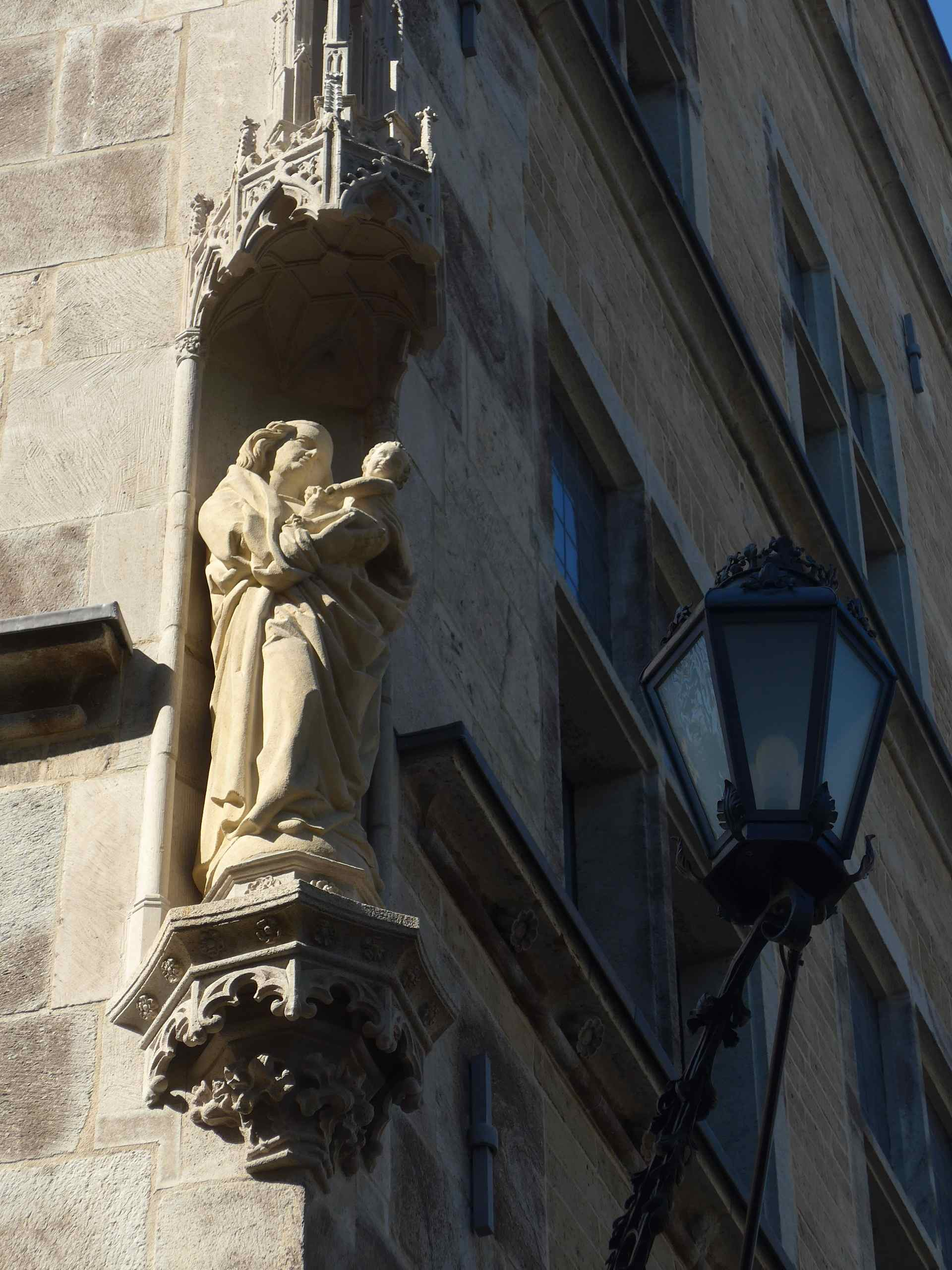
Marienbild
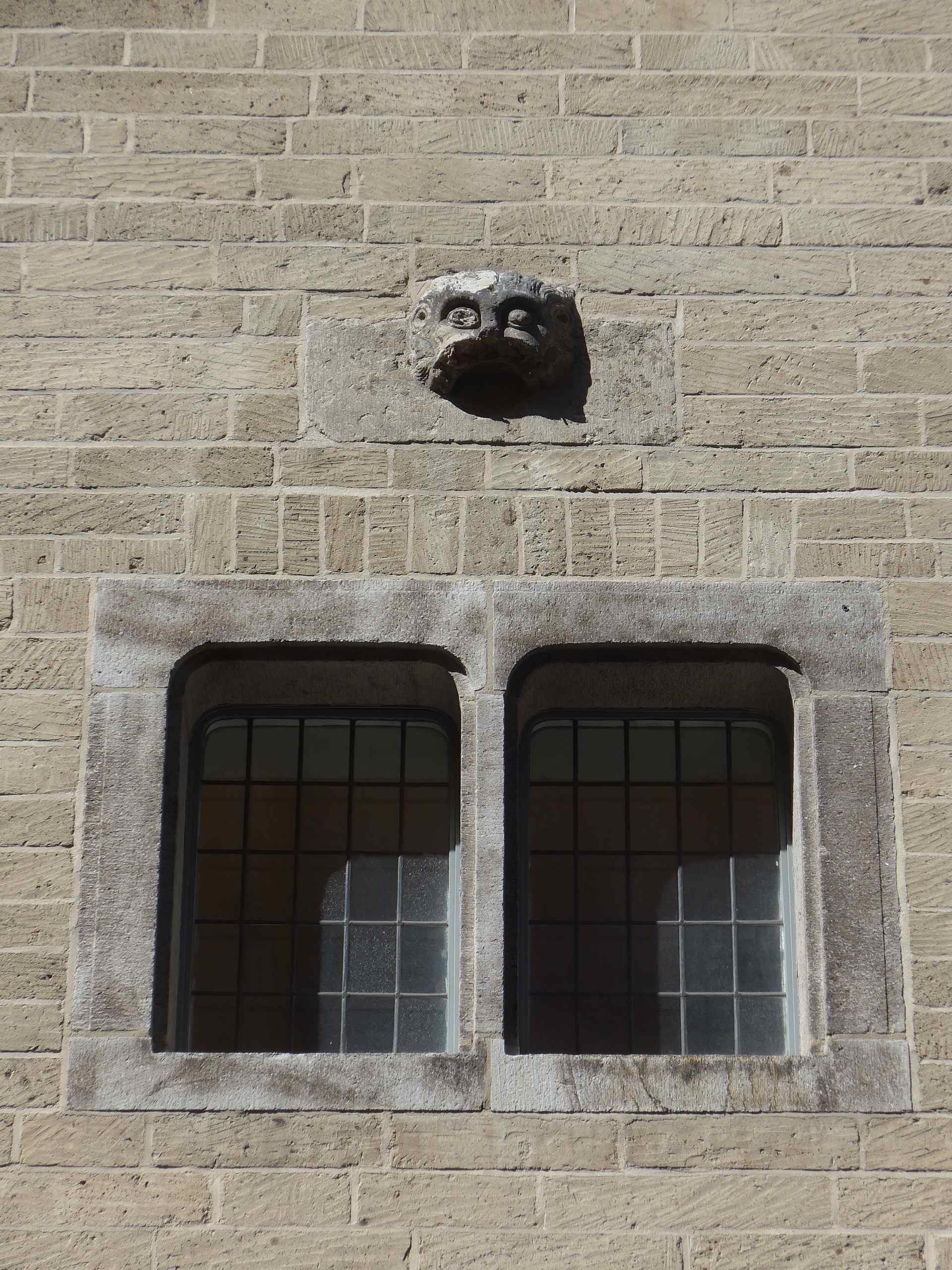
Hausfassade Unter Taschenmacher, Originales Element von 1461
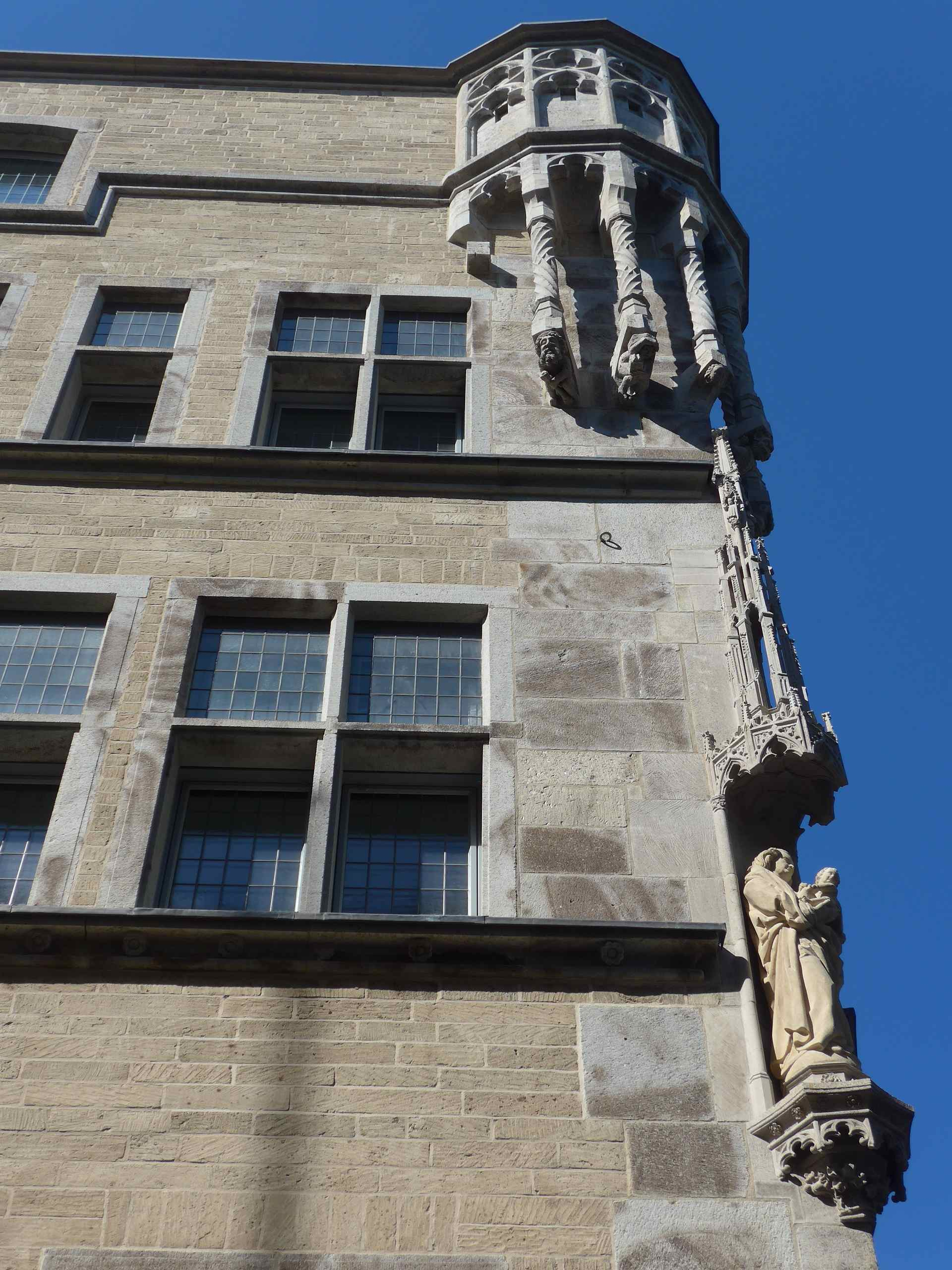
Spätgotische Stilelemente Eckwärter und Kreuzstockfenster, rekonstruierte und sanierte Fassade
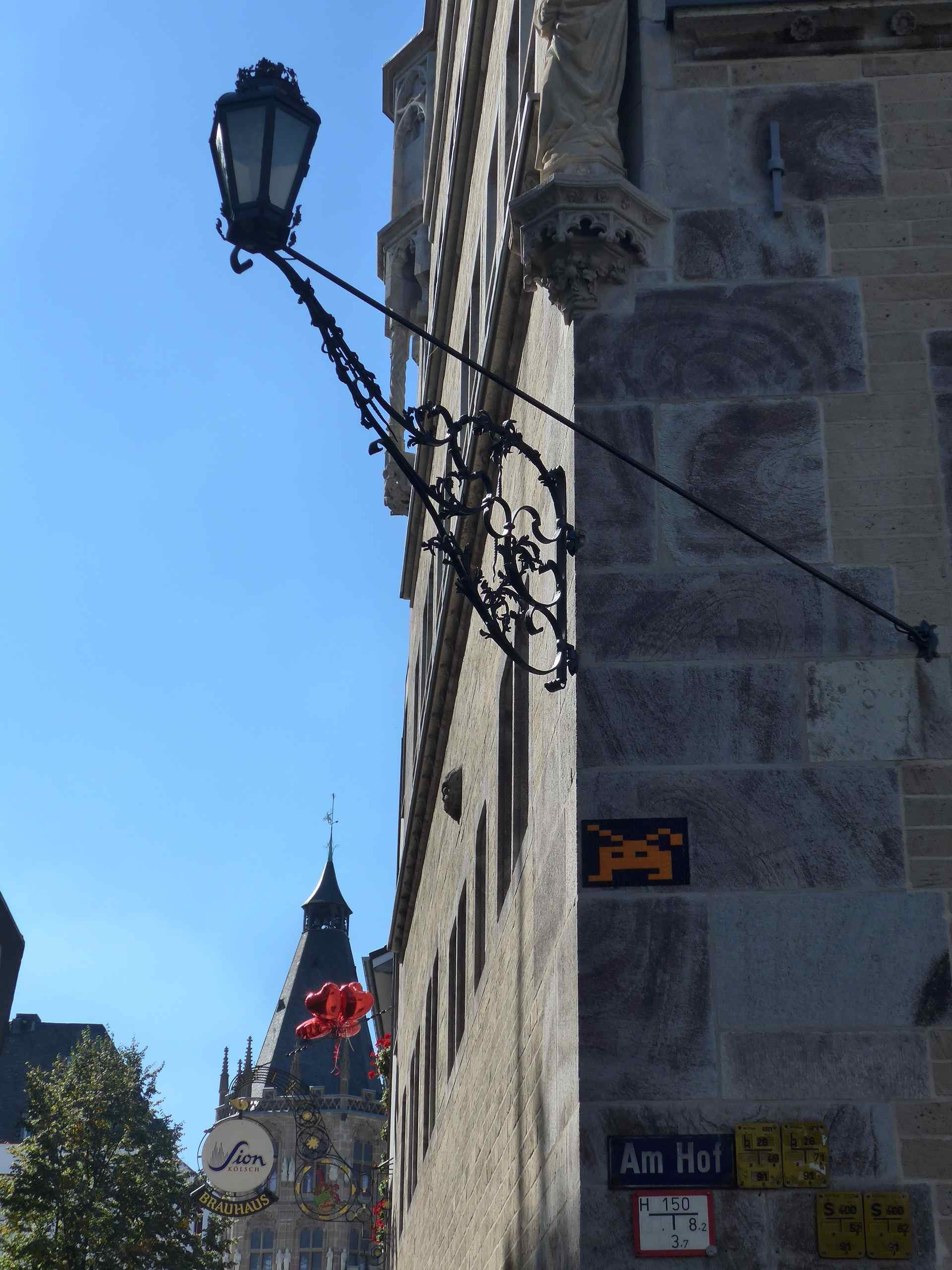
Blickrichtung Unter Taschenmacher, Kölner Rathausturm
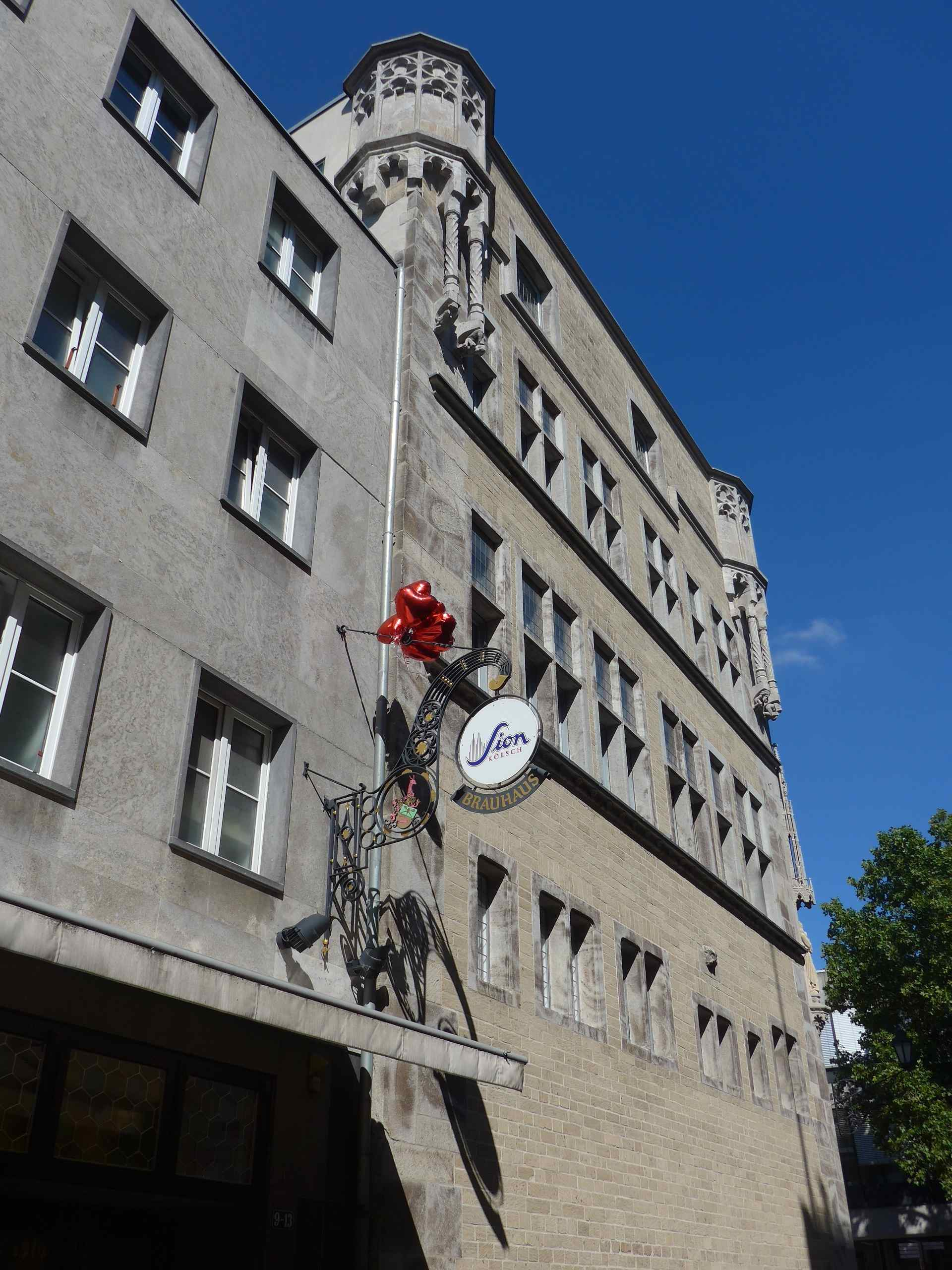
Ansicht Unter Taschenmacher, Brauhaus Sion